# الاروبیا بماها
الاروبیا بماها (به لاتین: Alarobia Bemaha) یک سکونتگاه مسکونی در ماداگاسکار است که در واکینانکاراترا واقع شده‌است.

## خصوصیات
الاروبیا بماها ۱۵٬۰۰۰ نفر جمعیت دارد و ۱٬۱۹۵ متر بالاتر از سطح دریا واقع شده‌است.